# Indravarman III (roi de Champā)
Pour les articles homonymes, voir Indravarman.
Indravraman III (roi de Champā) est un souverain de la VIe Dynastie du royaume de Champā il règne vers 916 à 960.

## Contexte
Indravarman III est le fils du roi Bhadravarman III et de la princesse Ugradevi. C'est par sa mère qu'il est liée en ligne matriliénaire à la Dynastie VI implantée à Indrapura par son homonyme le roi Indravarman II. Sa mère est en effet la fille du prince Sārthavāha, frère de la reine Rājakula Haradevi (l'épouse d'Indravarman II), et de son épouse Rudrapura. Il succède à son père en 916 et règne jusque vers 960.
En 945 les armées de Rajendravarman II roi du Cambodge envahissent le Champa et s'emparent de Yan Pu Nagare la statue d'or édifiée par le roi en 918 près de Kauthara.

## Sources
- Anne-Valérie Schweyer La vaisselle en argent de la dynastie d'Indrapura (Quàng Nam, Việt Nam) Études d'épigraphie cam II. Bulletin de l'École française d'Extrême-Orient année 1999 no 86 p.  345-355 & Tableau généalogique p. 351.
- Georges Maspero Le Royaume De Champa. , vol. 11, no. 1, 1910: Chapitre V. Le Tch'eng Cheng (Suite), Dynastie VII 900-986 p. 60-71 JSTOR, www.jstor.org/stable/4526131. Consulté le 24 décembre 2020.